# Thil (Marne)
Thil é uma comuna francesa na região administrativa do Grande Leste, no departamento de Marne. Estende-se por uma área de 2.11 km², e possui 300 habitantes, segundo o censo de 2018, com uma densidade de 140 hab/km².